# Edgar Zaldívar
Edgar Zaldívar Valverde (San Luis Potosí, 17 ottobre 1996) è un calciatore messicano, centrocampista dell'Atlas.

## Caratteristiche tecniche
È un mediano.

## Carriera
Cresciuto nel settore giovanile dell'Atlas, ha esordito in prima squadra il 9 marzo 2016 disputando l'incontro di Copa México vinto 3-2 contro il Club Tijuana.